# ادی جفرسن
ادی جفرسن (انگلیسی: Eddie Jefferson؛ ۳ اوت ۱۹۱۸ – ۹ مهٔ ۱۹۷۹) یک موسیقی‌دان اهل ایالات متحده آمریکا بود.